# Grand Slam (bomba)
La Grand Slam  era una bomba a caduta libera dirompente di costruzione britannica usata dalla Royal Air Force durante la seconda guerra mondiale. Il suo peso di 22 000 lb (9 979 kg) ne fa una tra le più pesanti bombe mai costruite.

## Descrizione
Poteva essere trasportata sull'obiettivo dai bombardieri strategici Avro Lancaster opportunamente modificati, agganciando l'ordigno esternamente sotto la fusoliera in quanto le sue dimensioni superavano quelle del compartimento bombe interno.
Oltre alla potenza distruttiva la sua onda d'urto veniva impiegata per distruggere porte e finestre
nel raggio di parecchie centinaia di metri dal punto dell'esplosione, in modo da "preparare" il percorso al fuoco degli spezzoni incendiari.

## Vettori
Regno Unito
- Avro Lancaster